# It must have been love
It must have been love is de vierde single van de Zweedse band Roxette en werd uitgebracht in het kader van de Amerikaanse speelfilm Pretty Woman uit 1990. In maart dat jaar werd het nummer wereldwijd op single uitgebracht.

## Achtergrond
Het nummer is oorspronkelijk afkomstig van het album Pearls of Passion, maar dan meer bedoeld als kerstplaat. Het kreeg de titel "It Must Have Been Love (Christmas for the Broken Hearted)" mee. Het nummer was in 1987 al op single verschenen en werd een top 10-hit in thuisland Zweden. Het werd na de kerst uitgebracht zonder de kerstverwijzing.
Op het moment dat Roxette werd gevraagd een nummer te leveren voor de soundtrack van de film Pretty Woman waren ze op tournee. De band koos een bestaand nummer: hiervoor werd It must have been love gebruikt in een aangepaste en geremixte versie. Technisch gezien vormde de versie voor de soundtrack de derde versie van de single.
In 1993 kwam er naar aanleiding van het verzamelalbum Don't Bore Us, Get to the Chorus! een heruitgave van de single.
Ook kwam er in 1997 naar aanleiding van het album Baladas En Español, een Spaanstalige versie uit op single, genaamd No sé si es amor.

## Tracklijst

### Formaten en trackoverzicht
Alle nummers zijn geschreven en gecomponeerd door Perr Gessle, behalve "Cry", met muziek door Marie Fredriksson en Perr Gessle.
- Australische cassette en 7-inch vinylsingle (US2399)
- EU cassette-single en 7-inch vinylsingle (Duitsland 006-1363807 · UK EM141)

1. "It Must Have Been Love" – 4:20
2. "Paint" – 3:29

- US en Canada cassette-single (4JM-50283)

1. "It Must Have Been Love" – 4:20
2. "Chances" – 4:07

- Europa 12-inch vinylsingle (Germany 060-1363806 · UK EM141)
- Japanse mini-cd single (TODP-2194)

1. "It Must Have Been Love" – 4:20
2. "Paint" – 3:29
3. "Cry" (Live from Himmelstalundshallen, Norrköping on 16 December 1988) – 5:42

- UK cd single (CDEM141)

1. "It Must Have Been Love" – 4:20
2. "Paint" – 3:29
3. "Cry" (Live from Norrköping) – 5:42
4. "Surrender" (Live from Norrköping on 16 December 1988) – 3:07

## Hitnoteringen

### Nederlandse Top 40
| Hitnotering: 30-06-1990 t/m 20-10-1990 | Hitnotering: 30-06-1990 t/m 20-10-1990 | Hitnotering: 30-06-1990 t/m 20-10-1990 | Hitnotering: 30-06-1990 t/m 20-10-1990 | Hitnotering: 30-06-1990 t/m 20-10-1990 | Hitnotering: 30-06-1990 t/m 20-10-1990 | Hitnotering: 30-06-1990 t/m 20-10-1990 | Hitnotering: 30-06-1990 t/m 20-10-1990 | Hitnotering: 30-06-1990 t/m 20-10-1990 | Hitnotering: 30-06-1990 t/m 20-10-1990 | Hitnotering: 30-06-1990 t/m 20-10-1990 | Hitnotering: 30-06-1990 t/m 20-10-1990 | Hitnotering: 30-06-1990 t/m 20-10-1990 | Hitnotering: 30-06-1990 t/m 20-10-1990 | Hitnotering: 30-06-1990 t/m 20-10-1990 | Hitnotering: 30-06-1990 t/m 20-10-1990 | Hitnotering: 30-06-1990 t/m 20-10-1990 | Hitnotering: 30-06-1990 t/m 20-10-1990 | Hitnotering: 30-06-1990 t/m 20-10-1990 |
| Week:                                  | 1                                      | 2                                      | 3                                      | 4                                      | 5                                      | 6                                      | 7                                      | 8                                      | 9                                      | 10                                     | 11                                     | 12                                     | 13                                     | 14                                     | 15                                     | 16                                     | 17                                     |                                        |
| -------------------------------------- | -------------------------------------- | -------------------------------------- | -------------------------------------- | -------------------------------------- | -------------------------------------- | -------------------------------------- | -------------------------------------- | -------------------------------------- | -------------------------------------- | -------------------------------------- | -------------------------------------- | -------------------------------------- | -------------------------------------- | -------------------------------------- | -------------------------------------- | -------------------------------------- | -------------------------------------- | -------------------------------------- |
| Positie:                               | 29                                     | 21                                     | 15                                     | 10                                     | 8                                      | 5                                      | 5                                      | 4                                      | 3                                      | 3                                      | 4                                      | 6                                      | 11                                     | 18                                     | 30                                     | 31                                     | 39                                     | uit                                    |

### Nationale Top 100
| Hitnotering: 09-06-1990 t/m 03-11-1990 | Hitnotering: 09-06-1990 t/m 03-11-1990 | Hitnotering: 09-06-1990 t/m 03-11-1990 | Hitnotering: 09-06-1990 t/m 03-11-1990 | Hitnotering: 09-06-1990 t/m 03-11-1990 | Hitnotering: 09-06-1990 t/m 03-11-1990 | Hitnotering: 09-06-1990 t/m 03-11-1990 | Hitnotering: 09-06-1990 t/m 03-11-1990 | Hitnotering: 09-06-1990 t/m 03-11-1990 | Hitnotering: 09-06-1990 t/m 03-11-1990 | Hitnotering: 09-06-1990 t/m 03-11-1990 | Hitnotering: 09-06-1990 t/m 03-11-1990 | Hitnotering: 09-06-1990 t/m 03-11-1990 | Hitnotering: 09-06-1990 t/m 03-11-1990 | Hitnotering: 09-06-1990 t/m 03-11-1990 | Hitnotering: 09-06-1990 t/m 03-11-1990 | Hitnotering: 09-06-1990 t/m 03-11-1990 | Hitnotering: 09-06-1990 t/m 03-11-1990 | Hitnotering: 09-06-1990 t/m 03-11-1990 | Hitnotering: 09-06-1990 t/m 03-11-1990 | Hitnotering: 09-06-1990 t/m 03-11-1990 | Hitnotering: 09-06-1990 t/m 03-11-1990 | Hitnotering: 09-06-1990 t/m 03-11-1990 | Hitnotering: 09-06-1990 t/m 03-11-1990 |
| Week:                                  | 1                                      | 2                                      | 3                                      | 4                                      | 5                                      | 6                                      | 7                                      | 8                                      | 9                                      | 10                                     | 11                                     | 12                                     | 13                                     | 14                                     | 15                                     | 16                                     | 17                                     | 18                                     | 19                                     | 20                                     | 21                                     | 22                                     |                                        |
| -------------------------------------- | -------------------------------------- | -------------------------------------- | -------------------------------------- | -------------------------------------- | -------------------------------------- | -------------------------------------- | -------------------------------------- | -------------------------------------- | -------------------------------------- | -------------------------------------- | -------------------------------------- | -------------------------------------- | -------------------------------------- | -------------------------------------- | -------------------------------------- | -------------------------------------- | -------------------------------------- | -------------------------------------- | -------------------------------------- | -------------------------------------- | -------------------------------------- | -------------------------------------- | -------------------------------------- |
| Positie:                               | 95                                     | 77                                     | 54                                     | 36                                     | 23                                     | 12                                     | 8                                      | 7                                      | 5                                      | 4                                      | 3                                      | 3                                      | 2                                      | 2                                      | 2                                      | 5                                      | 7                                      | 10                                     | 22                                     | 36                                     | 51                                     | 75                                     | uit                                    |

### NPO Radio 2 Top 2000
| Nummer met noteringen in de NPO Radio 2 Top 2000 | '99 | '00 | '01 | '02 | '03 | '04 | '05 | '06  | '07  | '08 | '09  | '10  | '11  | '12  | '13  | '14  | '15  | '16  | '17  | '18  | '19  | '20  | '21  | '22  | '23  | '24  |
| ------------------------------------------------ | --- | --- | --- | --- | --- | --- | --- | ---- | ---- | --- | ---- | ---- | ---- | ---- | ---- | ---- | ---- | ---- | ---- | ---- | ---- | ---- | ---- | ---- | ---- | ---- |
| It Must Have Been Love                           | 342 | 416 | 547 | 580 | 464 | 851 | 904 | 1201 | 1489 | 919 | 1436 | 1712 | 1768 | 1949 | 1703 | 1817 | 1909 | 1618 | 1733 | 1369 | 1475 | 1034 | 1136 | 1125 | 1273 | 1287 |

1. ↑  Een vetgedrukt getal geeft de hoogste notering aan.